# Tipula (Tipula) italica italica
Tipula (Tipula) italica italica is een ondersoort van de tweevleugelige Tipula (Tipula) italica uit de familie langpootmuggen (Tipulidae). De ondersoort komt voor in het Palearctisch gebied.